# هرمون منبه الدرقية
الهرمون منبه الدرقية أو الهرمون المنشط للدرقية (بالإنجليزية: thyroid–stimulating hormone)‏ أو TSH أو الثيروتروبين (بالإنجليزية: thyrotropin)‏.
هو هرمون نخامي (بالإنجليزية:  pituitary hormone)‏ يحفّز الغدة الدرقية لإنتاج الثيروكسين T4، ومن ثمّ يتم إنتاج ثلاثي يود الثيرونين T3 الذي يستحث عملية التمثيل الغذائي (الأيض Metabolism) في كل أنسجة الجسم تقريبا.

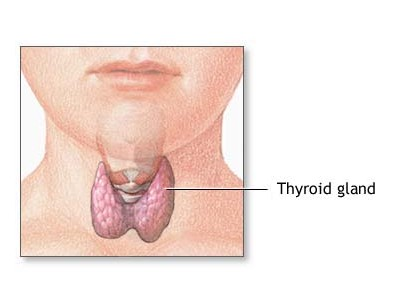
الغدّة الدرقيّة (Thyroide gland).

هرمون منبه الدرقية هو هرمون بروتين سكري (glycoprotein) يتم توليفه وإفرازه بواسطة الخَلاَيا مُوَجِّهَةِ الدَّرَقِيَّة (بالإنجليزية: Thyrotropic cell)‏ في الغدة النخامية الأمامية (بالإنجليزية:  anterior pituitary gland)‏، والتي تنظّم وظيفة الغدد الصماء في الغدة الدرقية.

## وظائف الأعضاء

### مستويات الهرمون
هرمون منبه الدرقية TSH (بعمر نصف يساوي ساعة واحدة تقريبا) يحفز الغدة الدرقية لإفراز هرمون الثيروكسين (T4)، والتي ليس لديها سوى تأثير طفيف على عملية التمثيل الغذائي. يتم تحويل T4 إلى ثلاثي يود الثيرونين (T3)، وهو الهرمون النشط الذي يحفز الأيض. حوالي 80٪ من هذا التحويل يتم في الكبد وغيرها من أجهزة الجسم، و20٪ يتم في الغدة الدرقية نفسها.
يتم افراز هرمون منبه الدرقية TSH طوال الحياة، ولكن يحدث الإفراز بمستويات عالية بشكل خاص خلال فترات النمو السريع والتطوّر.
الوطاء (تحت المهاد)، وهي موجودة في قاعدة الدماغ، تُنتج الهرمون المطلق لموجهة الدرقية TRH، الذي يحفّز الغدة النخامية لإنتاج هرمون منبه الدرقية TSH.
يتم إنتاج السوماتوستاتين من الوطاء (تحت المهاد)، وللسوماتوستاتين تأثير عكسي على إنتاج الغدة النخامية من هرمون منبه الدرقية TSH، حيث يخفضه أو يمنع افرازه.
ينظّم تركيز هرمونات الغدة الدرقية (ثلاثي يود الثيرونين T3 والثيروكسين T4) في الدم إفراز الغدة النخامية لهرمون منبه الدرقية TSH. عندما تكون تركيزات T3 وT4 منخفضة، يتم زيادة إنتاج الهرمون منبه الدرقية TSH، وعلى العكس، عندما تكون تركيزات T3 وT4 مرتفعة، ينخفض إنتاج الهرمون منبه الدرقية TSH، وهذا مثال على الارتجاع السلبي أي أن زيادة أحدهما تقلل الآخر والعكس صحيح.
إذا كانت القيم المقاسة غير متلائمة مع بعضها البعض، كأن يكون على سبيل المثال هرمون منبه الدرقية TSH منخفض-طبيعي جنبا إلى جنب مع الثيروكسين T4 منخفض-طبيعي، فقد يكون ذلك إشارة لوجود مرض ثالثي (مركزي) وإمراض بين هرمون منبه الدرقية TSH إلى هرمون مطلق لموجهة الدرقية TRH.
إن ارتفاع ثلاثي يود الثيرونين العكسي (RT3) جنبا إلى جنب مع انخفاض-طبيعي لكل من الهرمون منبه الدرقية TSH وثلاثي يود الثيرونين T3 والثيروكسين T4، الذي يعتبر مؤشرا لمتلازمة سَوِيُّ الدَّرَقِيَّة المرضية (euthyroid sick syndrome)، قد يكون أيضا بحاجة إلى الإستقصاء حول التهاب الدرقية المزمن تحت الحاد (chronic subacute thyroiditis SAT) مع إخراج هرمونات ليست فعّالة (subpotent).
إن غياب الأجسام المضادة في المرضى الذين تم تشخيص التهاب الدرقية الناجم عن المناعة الذاتية (autoimmune thyroid) في ماضيهم يجعل هناك اشتباه في امكانية تطور الأمر إلى التهاب الدرقية المزمن تحت الحاد (subacute thyroiditis SAT) حتى في وجود هرمون منبه الدرقية TSH بمستوى طبيعي، وذلك لأنه لا يوجد شفاء معروف من مرض المناعة الذاتية.
من أجل التفسيرات السريرية للنتائج المخبرية، من المهم أن نُقرّ أن هرمون منبه الدرقية TSH يتم تحريره وإفرازه بطريقة نابضة ، مما يؤدى إلى نظم إيقاعي يومي وفوق يوماوي (يحدث أكثر من مرة في اليوم) لتركيزات المصل الخاص بها.

### الوحدات الفرعية
الوحدات الفرعية أو الوحيدات (Subunits). هرمون منبه الدرقية هو هرمون بروتين سكري، وهو يتكون من وحدتين فرعيتين هما ألفا وبيتا:
1. وحدة ألفا ({\displaystyle \alpha }) الفرعية، أو وحيدة ألفا لهرمونات البروتين السكري. هي متماثلة تقريباً مع موجهة الغدد التناسلية المشيمائية (Human chorionic gonadotropin (hCG ، والهرمون المنشط للجسم الأصفر (luteinizing hormone (LH ، والهرمون المنشط للحوصلة (follicle-stimulating hormone (FSH. ويُعتقد أن وحدة ألفا الفرعية هي منطقة الاستجابة المسؤولة عن تنشيط إنزيم محلقة الأدينيلات (adenylate cyclase) التي تشارك في إنتاج حلقي أحادي فوسفات الأدينوسين (Cyclic adenosine monophosphate) المعروف باسم cAMP.[9] تحتوي سلسلة ألفا ({\displaystyle \alpha }) على 92 متتابعة حمض أميني.
2. وحدة بيتا ({\displaystyle \beta }) الفرعية، أو الهُرْمونُ المُنَبِّهُ للدَّرَقِيَّة (Thyroid stimulating hormone) الذي يُعرف باسم TSHB. هي فريدة بالنسبة لهرمون منبه الدرقية وبالتالي تحدد خصوصية مستقبلاته (receptor).[10] تحتوي سلسلة بيتا ({\displaystyle \beta }) على 118 متتابعة حمض أميني.

### مستقبلات الهرمون المنشط للدرقية
توجد مستقبلات الهرمون المنشط للدرقية (بالإنجليزية:  TSH receptor)‏ بشكل أساسي على الخلايا الجرابية (بالإنجليزية: Follicular cell)‏ بالغدة الدرقية. يؤدي تحفيز المستقبلات إلى زيادة إنتاج وإفراز ثلاثي اليودوثيرونين T3 والثيروكسين T4. هناك أجسام مضادة تُحاكي وتُقلّد مستقبلات الهرمون المنشط للدرقية TSH، فتقوم بزيادة تحفيز إنتاج هرمونات الغدة الدرقية وتسبب بذلك مرض الدُّرَاق الجُحُوظِيّ أو داء بازدوف أو مرض غريفز (بالإنجليزية: Graves' disease)‏.
وبالإضافة إلى ذلك، تُبدي موجهة الغدد التناسلية المشيمائية (Human chorionic gonadotropin (hCG تَفاعُلِيَّة مُتَصالِبَة (cross-reactivity) مع مستقبلات TSH، وبالتالي يمكن أن تحفز إنتاج هرمونات الغدة الدرقية.
أما في الحمل، فيمكن أن تؤدي التركيزات العالية لفترات طويلة من موجهة الغدد التناسلية المشيمائية (Human chorionic gonadotropin (hCG إلى حالة مؤقتة تُسمى فرط نشاط الغدة الدرقية الحملي.
وتلك أيضا هي آلية مرض ورم الأرومة الغاذية الحملي التي تزيد إنتاج هرمونات الغدة الدرقية.

## التطبيقات

### التشخيصات
إن المجالات المرجعية لهرمون منبه الدرقية TSH قد تختلف قليلا بحسب طريقة التحليل، ولا يعني بالضرورة أنه إذا ساوت نقطة الفيصل (الحد الفاصل) أن يتم تشخيص الحالة بخلل في الغدة الدرقية.
في المملكة المتحدة، المبادئ التوجيهية الصادرة عن جمعية الكيمياء الحيوية السريرية (بالإنجليزية: Association for Clinical Biochemistry)‏ تشير إلى مجال مرجعي ما بين 0.4-4.5 µIU/mL.
وذكرت الأكاديمية الوطنية للكيمياء الحيوية السريرية (بالإنجليزية:  National Academy of Clinical Biochemistry)‏ المعروفة باسم (NACB) أنها تتوقع أن ينخفض المجال المرجعي للبالغين إلى 0.4-2.5 µIU/mL لأن الأبحاث أظهرت أن البالغين الذين قياسات مستوى الهرمون منبه الدرقية TSH لديهم أعلى من 2.0 µIU/mL «كان عندهم زيادة في احتمال الإصابة بقصور الدرقية خلال العشرون (20) عاماً التالية، وخاصة إذا ارتفعت نسبة الأجسام المضادة للغدة الدرقية».
تركيزات الهرمون منبه الدرقية TSH في الأطفال أعلى عادة من البالغين. في عام 2002، أوصت الأكاديمية الوطنية للكيمياء الحيوية السريرية NACB بمجال مرجعي مرتبط بالعمر، يبدأ من حوالي 1.3-19 µIU/mL للرضّع الطبيعيون عند الولادة، وينخفض إلى 0.6-10 µIU/mL عند عمر 10 أسابيع، ثم 0.4-7.0 µIU/mL عند عمر 14 شهراً، ثم ينخفض تدريجيا خلال مرحلة الطفولة والبلوغ إلى مستويات الكبار، 0.3-3.0 µIU/mL.

#### تشخيص المرض
يتم قياس تركيزات الهرمون منبه الدرقية TSH كجزء من اختبار وظيفة الغدة الدرقية في المرضى الذين يشتبه في وجود فائض (فرط الدرقية) أو نقص (قصور الدرقية) لديهم من هرمونات الغدة الدرقية. تفسير النتائج يعتمد على تركيزات كل من الهرمون منبه الدرقية TSH والثيروكسين T4. في بعض الحالات قد يكون قياس ثلاثي اليودوثيرونين T3 مفيداً أيضا.
| مصدر الأمراض (الباثولوجْيا)                     | مستوى الهرمون منبه الدرقية TSH | مستوى هرمون الغدة الدرقية | الظروف المسببة للأمراض                                                                                    |
| المهاد / الغدة النخامية Hypothalamus/pituitary | عالٍ                            | عالٍ                       | ورم الغدة النخامية الحميد (ورم غدّي adenoma) أو مقاومة هرمون الغدة الدرقية.                                |
| المهاد / الغدة النخامية Hypothalamus/pituitary | منخفض                          | منخفض                     | قصور الغدة الدرقية الثانوي أو الغدة الدرقية "المركزية".                                                   |
| فرط الدرقية Hyperthyroidism                    | منخفض                          | عالٍ                       | فرط نشاط الغدة الدرقية الابتدائي (دراق جحوظي أو مرض غريفز).                                               |
| قصور الدرقية Hypothyroidism                    | عالٍ                            | منخفض                     | قصور الغدة الدرقية الخلقي (بلاهة القماءة cretinism)، قصور الغدة الدرقية (التهاب الغدة الدرقية لهاشيموتو). |

فحص الهرمون منبه الدرقية TSH هو أيضا أداة الفحص الموصى بها حالياً لأمراض الغدة الدرقية. التطورات الحديثة التي أدت لزيادة دقّة فحص الهرمون منبه الدرقية TSH تجعل منه أداة فحص أفضل من الثيروكسين T4 الحر.

#### المراقبة والمتابعة
النطاق المستهدف لمستويات الهرمون منبه الدرقية TSH العلاجية للمرضى تتراوح بين 0.3 إلى 3.0 μIU/mL.
بالنسبة لمرضى قصور الدرقية الذين يُعالجون بالثيروكسين T4، يُعتبر قياس مستوى الهرمون منبه الدرقية TSH وحده عموماً كافياً. إن الزيادة في مستوى الهرمون منبه الدرقية TSH فوق المعدل الطبيعي تشير إلى ضعف الاستجابة للعلاج، بينما يُشير حدوث انخفاض كبير في مستوى الهرمون منبه الدرقية TSH إلى الإفراط في العلاج. وفي كلتا الحالتين، قد تكون هناك حاجة إلى تغيير الجرعة. إن وجود قيمة منخفضة لمستويات الهرمون منبه الدرقية TSH أو قيمة طبيعية ولكن منخفضة، قد يشير إلى مرض بالغدة النخامية. لا يمكن تطبيق قياسات مستويات الهرمون منبه الدرقية TSH بعد ذلك، ولكن لابد أن يستمر العلاج.
بالنسبة لمرضى زيادة نشاط الغدة الدرقية، يتم عادة رصد كل من الهرمون منبه الدرقية TSH والثيروكسين T4.
ولا بد أيضا من الإشارة إلى أن قياسات الهرمون منبه الدرقية TSH خلال فترة الحمل لا تبدو أنها علامة جيدة للدلالة على الارتباط المعروف بين هرمون الغدة الدرقية للأمهات وتطور الإدراك العصبي للمولودين.

### المداواة
هناك دواء تركيبي (synthetic) يسمى الحمض النووي المؤتلف البشري لهرمون منبه الدرقية ألفا (recombinant human TSH alpha) واختصاره (rhTSHα أو rhTSH) أو ثيروتروبين ألفا (اسم دولي غير مسجل الملكية) من شركة جنزايم كورب (Genzyme Corporation) تحت الاسم التجاري ثايروجين Thyrogen. ويستخدم هذا الدواء لعلاج سرطان الغدة الدرقية.

## صور اضافية

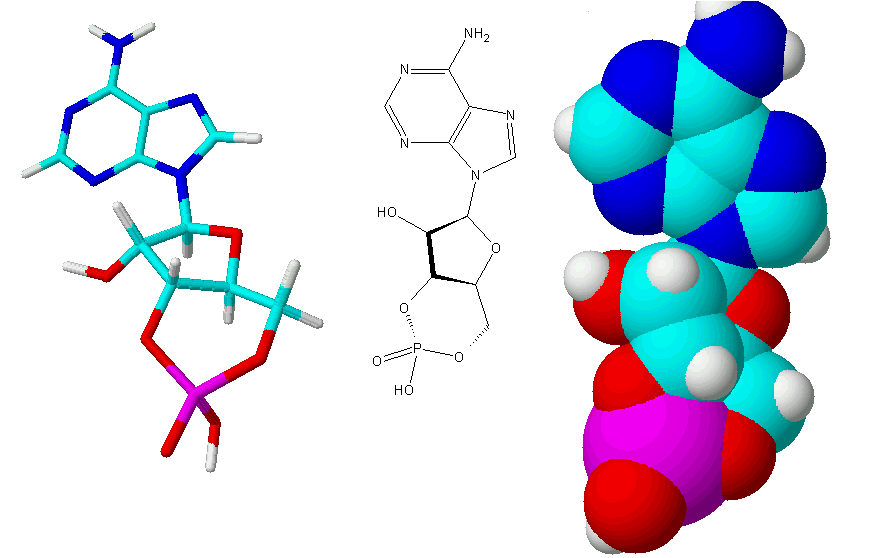
حلقي أحادي فوسفات الأدينوسين cAMP ، مبيّن بثلاث طرق مختلفة.
ثلاثي فوسفات الأدينوسين Adenosine triphosphate.
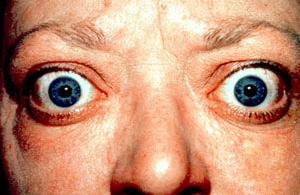
صورة توضح جحوظ العينين، وهو من الأعراض الرئيسية لمرض الدراق الجحوظي أو مرض غريفز (Graves' disease).
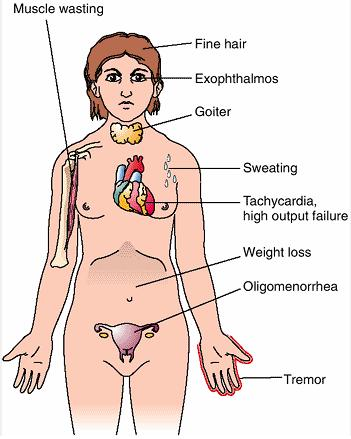
أعراض الدراق الجحوظي أو مرض غريفز (Graves' disease).

## وصلات خارجية
- TSH at Lab Tests Online
- مدلاين بلس 003684
- Thyrotropin في المكتبة الوطنية الأمريكية للطب نظام فهرسة المواضيع الطبية (MeSH).